# ایزپامایسین
ایزپامایسین(به انگلیسی: Isepamicin یا Isepamycin) یک آنتی‌بیوتیک از دسته آمینوگلیکوزیدها است. 
این دارو در سال ۱۹۷۳ ثبت اختراع شد و در سال ۱۹۸۸ برای استفاده پزشکی به تایید رسید. 